# Mariano Lagasca y Segura

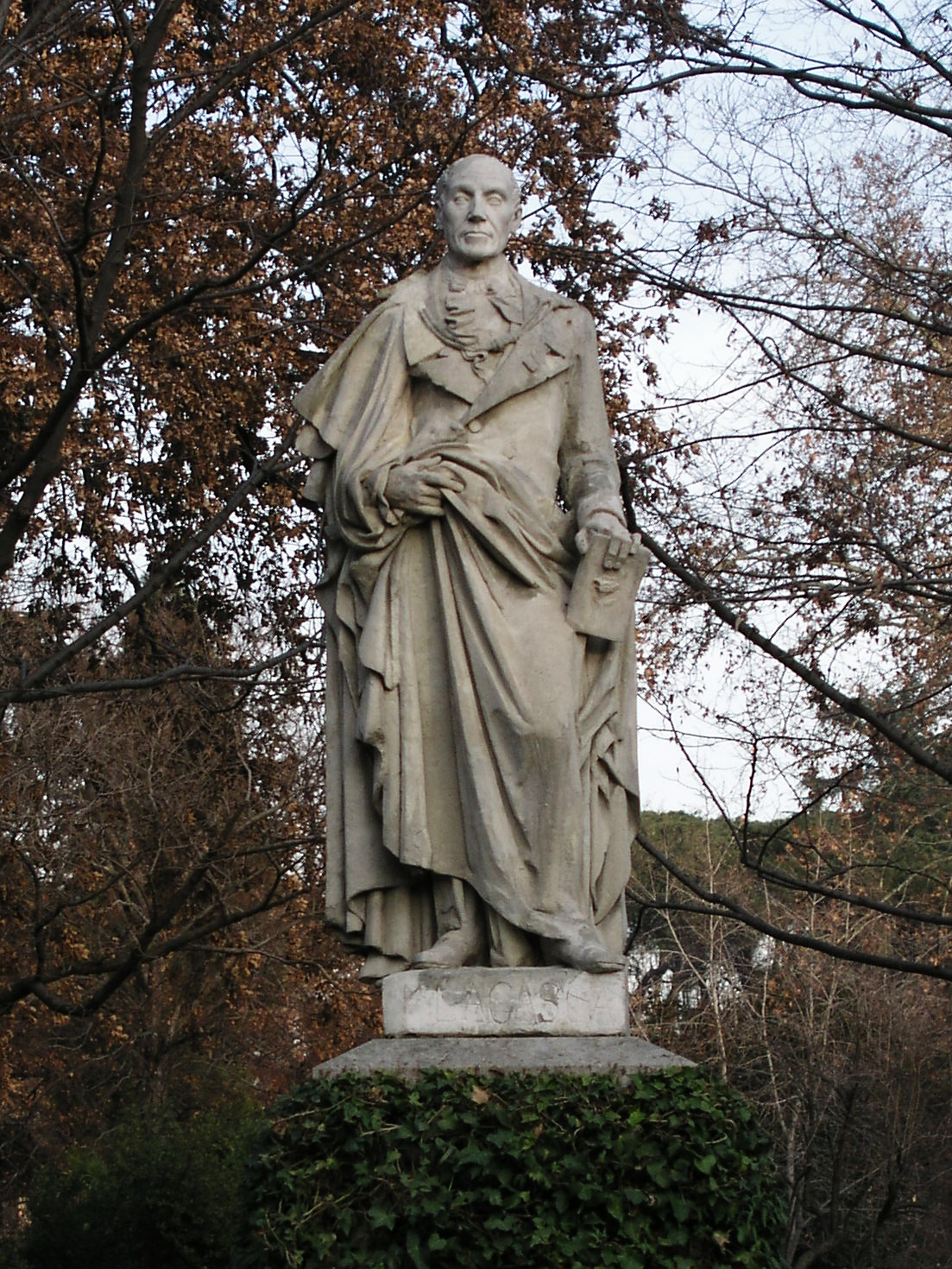
Estátua de Mariano Lagasca y Segura no Jardim Botânico de Madri

Mariano Lagasca y Segura (Encinacorba, província de Saragoça, 1776 — Barcelona, 1839) foi um médico e botânico espanhol.
Estudou medicina em Valência, na Espanha. Ensinou botânica na Universidade de Madri e dirigiu o jardim Botânico da cidade. Conduziu numerosas expedições para estudar a flora espanhola. Foi o autor da obra  Elenchus plantarum quæ in horto regio botanico Martritensi.

## Biografia
Lagasca iniciou seus estudos eclesiásticos em Tarragona, se entusiasmando precocemente pelo estudo da botânica. Estudou medicina em Saragoça, Valência e Madri, onde foi discípulo de A. J. Cavanilles. Realizou numerosas viagens de coletas pela Espanha, formando um extenso herbário. Em 1800,  instalou-se em Madri onde conheceu Antonio José Cavanilles. Em 1801, quando Cavanilles é nomeado diretor do Jardim Botânico Real de Madri, Lagasca junto com José Demetrio Rodríguez passaram a trabalhar como estagiários no Jardim Real cuidando do herbário e das sementes.
Em 1801, publicou com  Demetrio o trabalho  "Descripción de algunas plantas del Real Jardín Botánico de Madrid". Com a morte de  Cavanilles  foi nomeado vice-professor de botânica do  Jardim Botânico em 1806, e professor de botânica médica em 1807. Junto com  Simón de Roxas Clemente y Rubio publicou em 1802 uma série de artigos sob o nome Introduccion a la Criptogamia nos "Anais das Ciências Naturais". Após a Guerra da Independência Espanhola (1808-1814), foi nomeado diretor do Jardim Botânico. Em 1816, publicou o trabalho "Elenchus plantarum quae in Horto Regio Botanico Matritensi colebantur" e o "Genera et species plantarum, quae aut novae sunt...". Entre o período de 1815 e 1823 adquiriu um enorme prestígio nacional e internacional. Foi eleito deputado e, em 1823, teve que abandonar o pais devido a restauração do absolutismo. Devido a sua  fuga perdeu o seu herbário e os seus manuscritos.
Lagasca continuou seus estudos e publicações em Londres e  Jersey. Retornou a Espanha em 1834, 11 anos após o seu exílio. Reassumiu o seu cargo de diretor do Jardim Botânico, onde permaneceu até a sua morte.